# Chiara Lubich
Chiara Lubich, all'anagrafe Silvia Lubich (Trento, 22 gennaio 1920 – Rocca di Papa, 14 marzo 2008), è stata una mistica italiana, fondatrice del Movimento dei focolari che ha come obiettivo l'unità tra i popoli e la fraternità universale.
Figura carismatica, sin dai primi anni Quaranta ha rotto stereotipi della figura femminile, portando la donna a una dimensione sociale e a un ruolo nella Chiesa cattolica allora inediti.
Divenne nota per il costante impegno a gettare ponti di pace e di unità tra persone, generazioni, ceti sociali e popoli, coinvolgendo persone di ogni età, cultura e credo ed è considerata una figura rappresentativa del dialogo ecumenico, interreligioso e interculturale, come riconosciuto dall'UNESCO che le ha conferito il Premio per l'Educazione alla pace 1996, dal Consiglio d'Europa col Premio Diritti Umani 1998 e da numerosi altri riconoscimenti a livello culturale e sociale.
È entrata nella storia della spiritualità contemporanea fra i maestri e mistici per la genuina ispirazione evangelica, la dimensione di universalità e l'incidenza culturale e sociale che caratterizzano il suo carisma, la sua spiritualità, il suo pensiero e la sua opera.

## Biografia

### Infanzia e studi
Chiara Lubich viene battezzata col nome di Silvia. Assume quello di Chiara quando entra nel Terz'Ordine Francescano (1942-1949). È la seconda di quattro figli. La madre, Luigia Marinconz, è fervente cattolica, il padre Luigi è socialista e convinto antifascista. Il fratello Gino milita dapprima tra i partigiani poi come giornalista nel Partito comunista, da cui si dissocerà dopo l'insurrezione ungherese del 1956.

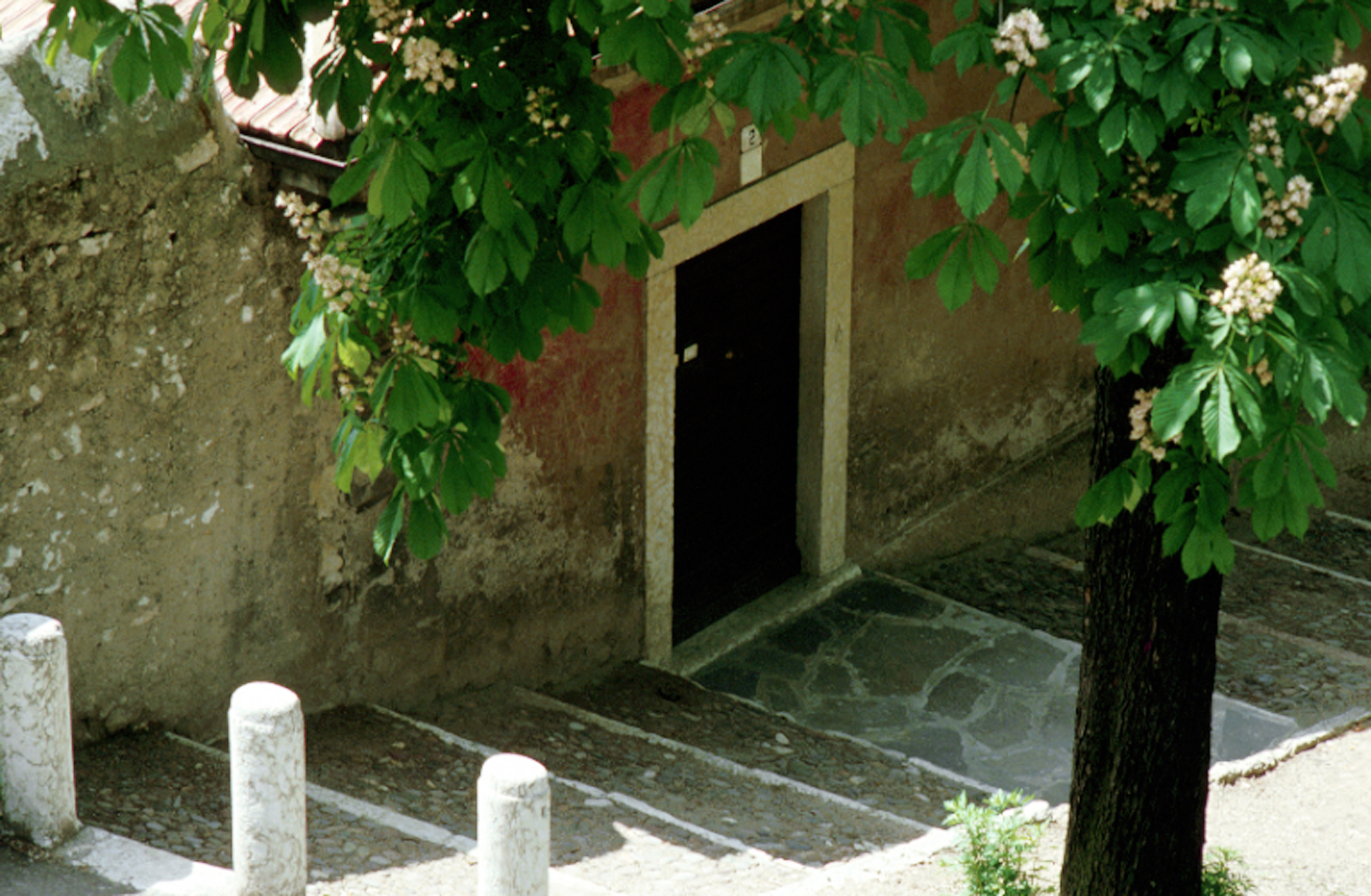
Piazza Cappuccini - Primo Focolare

Il padre, già tipografo al quotidiano dei socialisti trentini Il Popolo diretto da Cesare Battisti, dopo la soppressione del giornale da parte del regime fascista, apre un'attività di esportazione di vini italiani in Germania, ma a causa della grande depressione economica del 1929, è costretto a chiuderla. Avendo rifiutato la tessera del Partito Nazionale Fascista, è costretto a lavori saltuari e viene perseguitato. La famiglia per anni vive di stenti. Per contribuire al bilancio familiare, sin da giovanissima, Silvia dà lezioni private. Educata dalla madre alla fede cristiana, dal padre, dal fratello Gino e dalla vita di povertà, eredita una spiccata sensibilità sociale. A 15 anni entra nelle file dell'Azione Cattolica all'interno della quale diviene presto dirigente giovanile diocesana.
Alla ricerca della verità, di Dio, si appassiona alla filosofia. Appena diplomata maestra, sogna di accedere all'Università Cattolica di Milano, ma per un punto non vince il concorso per ottenere una borsa di studio. Si dedica quindi all'insegnamento in scuole elementari delle valli del Trentino (1938-39) e poi a Cognola (Trento) nella scuola dell'orfanotrofio gestito dai Frati Minori Cappuccini (1940-1943). Nell'autunno 1943 lascia l'insegnamento e si iscrive all’Università Ca' Foscari di Venezia, continuando a dare lezioni private, proseguirà gli studi sino al 1945, li dovrà interrompere per seguire il movimento nascente.

### Tappe fondanti: 1942-1951

#### "Una scoperta decisiva"
Nel tempo buio di odio e violenza del secondo conflitto mondiale, mentre il dramma della Shoah rimetterà in discussione anche la comprensione di sé, del mondo e di Dio stesso, affiora in Silvia una prospettiva decisiva: la riscoperta di Dio come Amore. Avviene nell’autunno 1942. Lei stessa scrive:
Come dirà papa Giovanni Paolo II, questa esperienza sarà "la scintilla ispiratrice" dell’opera a cui darà vita in seguito.
Il 2 settembre 1943 un primo bombardamento delle forze anglo-americane coglie di sorpresa Trento, sino ad allora risparmiata dalla guerra. 91 bombardieri scaricano 218 tonnellate di bombe. Nei giorni seguenti, a seguito dell'armistizio tra l'Italia e gli Alleati, il territorio trentino viene occupato dalle forze naziste e annesso al Terzo Reich. Il fratello Gino entra tra le file partigiane comuniste che combattevano il regime nazifascista. Nell'estate del '44 verrà arrestato, torturato e condannato a morte a cui poi riuscirà a sfuggire. Per Chiara si apre un'altra scelta. L'infrangersi di ogni sicurezza e prospettiva di futuro sono una forte lezione. Scrive:
Il 7 dicembre, nella cappella del collegio dei Frati Minori Cappuccini, dona per sempre la sua vita a Dio con il voto di castità. Quell'atto «personale e segreto» sarà considerato l'inizio del Movimento dei focolari..
Viva in lei la certezza che, come si legge in una sua lettera del 1944, «è l'Amore la salvezza del XX secolo». Comunica questa novità a parenti, alle giovani del Terz'Ordine, alle colleghe. Alcune giovani la seguono.

#### Il Vangelo e le povertà
Nei rifugi antiaerei, dove a ogni allarme si trova con le sue prime compagne, porta solo il Vangelo. Si sentono spinte a metterlo subito in pratica. Quelle parole diventano il loro codice di vita.
La guerra semina distruzione, fame e miseria. Chiara con le sue prime compagne si dedica ai più poveri di Trento, condividendo con loro quel poco che hanno. Per il coinvolgimento di un numero crescente di persone, arrivano con insolita abbondanza viveri, vestiario e medicinali. La loro azione mira a risolvere il problema sociale di Trento. Nel 1947 prende forma il piano "Fraternità in atto". Nel febbraio 1948, in un editoriale firmato Silvia Lubich apparso su L'Amico Serafico, il periodico dei Padri Cappuccini, Chiara lancia a più ampio raggio la comunione dei beni sull'esempio dei primi cristiani. Dopo pochi mesi ne sono coinvolte oltre 500 persone.

#### La vita per l'unità della famiglia umana
Nel buio senza futuro si apre un orizzonte inatteso:
Quel "che tutti siano uno" per lei significava l’unità di tutta l’umanità. Già in un appunto del 1946 prospettava "una fraternità universale in un solo Padre, Dio".
Nel gennaio 1944, nel dialogo con un sacerdote in visita a una delle sue compagne con le piaghe in viso per un contagio a contatto con i poveri, Chiara viene a scoprire che il momento in cui Gesù più ha sofferto è stato in croce, quando ha vissuto il dramma dell'abbandono stesso di Dio. Sperimenterà che in quel grido vi è il segreto per ricomporre il mondo disgregato e costruire ovunque l'unità. Sul piano sociale questo "mistero" del Dio abbandonato sarà,  per lei e per chi la seguirà, la forza trainante, la chiave interpretativa delle vicende umane e della storia, la misura per attuare il comandamento nuovo, scoperto come il cuore del Vangelo: "amatevi l'un l'altro come io ho amato voi". Divenuto norma di vita, come Chiara stessa afferma, "la vita ha un balzo di qualità": avvertono la presenza del Divino, in adempimento di quanto Gesù promette nel Vangelo: "Dove due o tre sono uniti nel mio nome sono io in mezzo a loro" (Mt 18,20). Matura la certezza che è Lui che "fa vedere a chi è unito ad altri nel suo nome, e vi rimane, che cosa c'è da fare per ridare al mondo la pace vera", come scrive nel suo primo articolo pubblicato su Fides nel 1948.
Mentre agli inizi Chiara Lubich e quel primo gruppo di giovani che l'avevano seguita pensavano di vivere il cristianesimo di sempre, via via matura la coscienza che da quelle parole del Vangelo trasformate in vita in quel tempo fondativo, si delineavano i cardini di una nuova corrente spirituale, la spiritualità dell'unità. Viene da lei presentata per la prima volta, pur ancora in nuce, nel 1950 con un testo di una ventina di pagine, in risposta alla richiesta dell'autorità ecclesiastica di dar conto di ciò che sotto la sua spinta aveva messo a rumore il capoluogo trentino. Chiara ne avrà una progressiva comprensione. La presenterà, sempre in chiave narrativa, nei più diversi consessi religiosi, civili e accademici connettendo le più alte esigenze spirituali con l'impegno sociale, economico, culturale.

#### Primo nucleo: il focolare
Il 13 maggio 1944 la città di Trento è colpita da uno dei bombardamenti più devastanti. Anche la casa di Chiara è sinistrata e inagibile. I suoi famigliari sfollano in montagna, ma lei sceglie di restare in città per sostenere il primo gruppo di giovani che condividono le sue scelte. L'incontro con una donna che aveva perso 4 figli sotto i bombardamenti, è per lei la chiamata ad abbracciare il dolore dell'umanità. Qualche mese dopo le viene offerto un piccolo appartamento in piazza Cappuccini 2, dove va ad abitare con alcune compagne. Si compone così una piccola e originale comunità che assumerà il nome di "focolare", appellativo assegnato in seguito da quanti avevano sperimentato il "fuoco" dell'amore evangelico che ardeva in quel gruppo di ragazze. Il "focolare" diventa la prima articolazione del Movimento nascente, e ne costituirà il "cuore", l'asse portante. Nell'autunno 1948 un giovane operaio, Marco Tecilla, e un commerciante, Livio Fauri, decidono di seguire la strada aperta da Chiara dando inizio in un modestissimo locale al primo focolare maschile. E nel 1953, il "focolare" acquisterà la sua forma "definitiva" quando diverranno parte integrante di esso anche persone sposate, primo fra tutti, Igino Giordani.

#### Inchiesta e approvazioni pontificie
La comunità che nasce a Trento, oltre vent'anni prima del Concilio Vaticano II, presentava molte novità. Come attestano le biografie, dal 1945, nei confronti di questa "nuova comunità" iniziano a serpeggiare critiche, incomprensioni, accuse. "Non era comune che protagoniste di una nuova realtà nella Chiesa fossero giovani donne. Tantopiù che ben presto vi sono coinvolti anche giovani (1948),  sacerdoti e religiosi". Vivere il Vangelo e comunicarsi le esperienze, mettere in comune i pochi beni e fare dell'unità il loro ideale, suscitava sospetti di protestantesimo o di una forma di comunismo. La radicalità nel vivere il Vangelo attirava poi l'accusa di fanatismo e la parola "Amore", allora non consueta in ambito cattolico, si prestava a essere equivocata.
«Chi ascolta voi ascolta Me» (Lc 10,16). Questa frase evangelica motiva Chiara e il primo gruppo di Trento a recarsi dal loro vescovo, Carlo De Ferrari, il quale le ascolta, s'informa e le rassicura: «Qui c'è il dito di Dio, andate avanti». Il 1º maggio 1947 approva lo "Statuto dei Focolari della Carità – Apostoli dell'unità". 
Nel marzo 1949, un decreto del dicastero vaticano per i religiosi (Congregazione per gli istituti di vita consacrata e le società di vita apostolica), sancisce la distinzione dei Focolari della Carità dal Terz'Ordine dei Cappuccini. 
Nel 1951 il Sant'Uffizio, (Congregazione per la dottrina della fede) inizia un lungo studio e una serie di confronti con la giovane fondatrice. Nel febbraio 1952 viene chiesto a Chiara di dimettersi dalla guida del Movimento per mettere alla prova se l'Opera da lei fondata venga da Dio o sia opera sua e per misurarne la fedeltà alla Chiesa. Così per 12 anni, nei quali più volte l'opera da lei fondata rischia la soppressione, salvata prima da Papa Pio XII, poi da Giovanni XXIII quando, nel 1962 ne dà una prima approvazione ad experimentum, fino al 1965, quando Paolo VI la riconosce pubblicamente fondatrice e presidente del Movimento dei focolari.
Nel lungo tempo di sospensione Chiara vive una profonda prova interiore. Più volte lei stessa la paragona alla metafora evangelica del chicco di grano che cade in terra e muore per portare frutto (Gv 12,24-26).
Vent’anni dopo, il 19 agosto 1984, Giovanni Paolo II riconosce in lei la presenza di un carisma, di “un radicalismo dell’amore”. Nel settembre dell’anno seguente il Papa sancisce che anche in futuro quest’Opera, caratterizzata da uno spiccato timbro laicale, pur comprendendo sacerdoti, religiosi e vescovi, sarà sempre guidata da una donna.
In quello stesso anno è nominata consultrice del Pontificio Consiglio per i laici e partecipa come uditrice al Sinodo straordinario a 20 anni dal Concilio Vaticano II. Nel 1987 interviene al Sinodo sulla vocazione e missione dei laici. Nel 1990 vengono approvati gli Statuti che definiscono la composita fisionomia dell'intero Movimento. Nel 1994, 1998 e 2007 vengono apportati ulteriori aggiornamenti.

### Il Movimento in costruzione
La costruzione della nuova opera assume, sin dagli inizi, un'impronta comunitaria. Tra le prime e i primi giovani che hanno seguito la fondatrice, se ne delineano alcuni che, insieme ad altre due figure di rilievo, formano con Chiara il nucleo centrale alla guida e sviluppo del Movimento nascente: Igino Giordani e Pasquale Foresi, accomunati anche dal ruolo di mediatori con le gerarchie ecclesiastiche negli anni di studio del Movimento.

#### L'incontro con Igino Giordani e Pasquale Foresi
Nel 1948 Chiara si trasferisce da Trento a Roma. Il 17 settembre di quell'anno incontra nella sede del Parlamento italiano Igino Giordani (1894-1980), deputato alla Costituente e poi al Parlamento, scrittore, giornalista, pioniere dell'ecumenismo, padre di 4 figli. Studioso ed esperto della storia della Chiesa, intuisce che la spiritualità di Chiara avrebbe influenzato non solo la Chiesa, ma anche il campo politico e quello sociale. Lui stesso sarà per lei un valido sostegno per il contributo a darne sviluppo. È da lei riconosciuto un co-fondatore del Movimento. È in corso il processo di beatificazione e canonizzazione.
A fine dicembre dell'anno seguente avviene l'incontro con Pasquale Foresi (1929-2015), pistoiese, allora ventenne, travagliato sin dall'adolescenza da una profonda ricerca interiore. Diventerà uno dei più stretti collaboratori di Chiara, anche lui considerato un "co-fondatore, per aver contribuito allo sviluppo culturale, alla stesura degli Statuti, alla nascita della casa editrice Città Nuova e della cittadella di Loppiano". È stato accanto a Chiara sino alla sua morte.
Molte volte Chiara si è definita "semplice strumento in mano all'Artista (Dio)", da Lui «formato con mille e mille accorgimenti dolorosi e gioiosi», e ha ripetuto che non ha mai avuto un programma.

#### Un periodo di luce
Dopo anni d'intensa attività, nell'estate 1949, Chiara si reca con le sue compagne nella Valle di Primiero, nella cornice delle Dolomiti (TN), ospite di una povera baita di montagna, per un periodo di riposo. Qui vive un'esperienza di luce che apre ad una nuova comprensione del mistero cristiano e del progetto di Dio sull'Opera nascente. Un'esperienza che diventa comunitaria, perché da lei costantemente comunicata a Igino Giordani e alle/ai primi giovani che l'hanno seguita, rendendoli partecipi della stessa esperienza sino a divenire (come avrà modo di dire) «un'anima sola». A quelle illuminazioni mistiche verrà dato il nome di "Paradiso '49". Quel periodo illuminativo sarà considerato da Chiara un'esperienza fondante della nuova spiritualità comunitaria, la spiritualità dell'unità e della realtà ecclesiale che da essa prenderà forma.
Per 10 anni, nel periodo estivo continuerà a giungere su quei monti un numero sempre maggiore di giovani, famiglie, professionisti, ma anche sacerdoti, religiosi e religiose di varie congregazioni, personalità politiche tra cui Alcide De Gasperi. Nel 1959, a turno, vi parteciperanno in oltre 12.000 da 27 Paesi tra cui Cecoslovacchia, Brasile e Taiwan. L'anno seguente a Friburgo (Svizzera), a un gruppo di politici, Chiara mette in rilievo le bellezze tipiche dei vari popoli e prospetta
Quegli appuntamenti saranno denominati Mariapoli.
Diventeranno permanenti con la nascita delle cittadelle, prima a Loppiano, nei pressi di Firenze, dove vivono oltre 900 persone di 57 Paesi che Chiara fonda con la collaborazione di Pasquale Foresi. Diverrà un laboratorio della nuova società multirazziale e multiculturale.

#### Società, giovani, famiglia, mondo ecclesiale
Nel 1956 scoppia la Rivoluzione ungherese a causa dell'invasione sovietica, papa Pio XII, in un radiomessaggio, aveva invocato il ritorno a Dio. Chiara vi fa eco con un manifesto pubblicato sul primo numero del nascente periodico Città Nuova, chiamando a
Rispondono operai e professionisti, medici e contadini, politici e artisti che a partire dagli inizi, avevano attinto alla spiritualità di Chiara. Nascono così i "volontari di Dio", la prima delle molte diramazioni che comporranno il Movimento dei focolari. Prima ancora, all'inizio degli anni Cinquanta, con la collaborazione di Igino Giordani, aveva dato il via a Centri specifici: per la politica, l'economia, la medicina e l'arte. Sono i prodromi di uno sviluppo che sbocca nel 1968 nel movimento "Umanità Nuova" di cui i volontari di Dio saranno i principali animatori.
Quando cominciavano a soffiare nel mondo i venti di contestazione giovanile che sfocerà nella rivoluzione culturale del Sessantotto e mentre a Pechino le guardie rosse brandiscono il libretto rosso di Mao, Chiara consegna ai giovani un libretto giallo con le tappe di quella che presenta come la rivoluzione dell'amore codificata dal Vangelo. Nasce (1967) il Movimento Gen (generazione nuova) che avrà più ampia espressione e impegno sociale con la nascita del Movimenti Giovani per un mondo unito e Ragazzi per l'unità (1984). Nel febbraio 1972, con la storica visita del Presidente USA Nixon a Pechino, il mondo cinese si spalanca al mondo occidentale. Chiara già prevede che l'incontro fra popoli e civiltà del mondo intero "sarà irreversibile". Ai giovani riuniti in un Congresso mondiale parla di  "svolta dell'umanità", chiede loro di "entrare coscientemente nella gestazione del mondo nuovo" che si profila. Prospetta un mutamento di mentalità per acquisire una "mentalità-mondo", per crescere nella statura di Uomo-mondo.

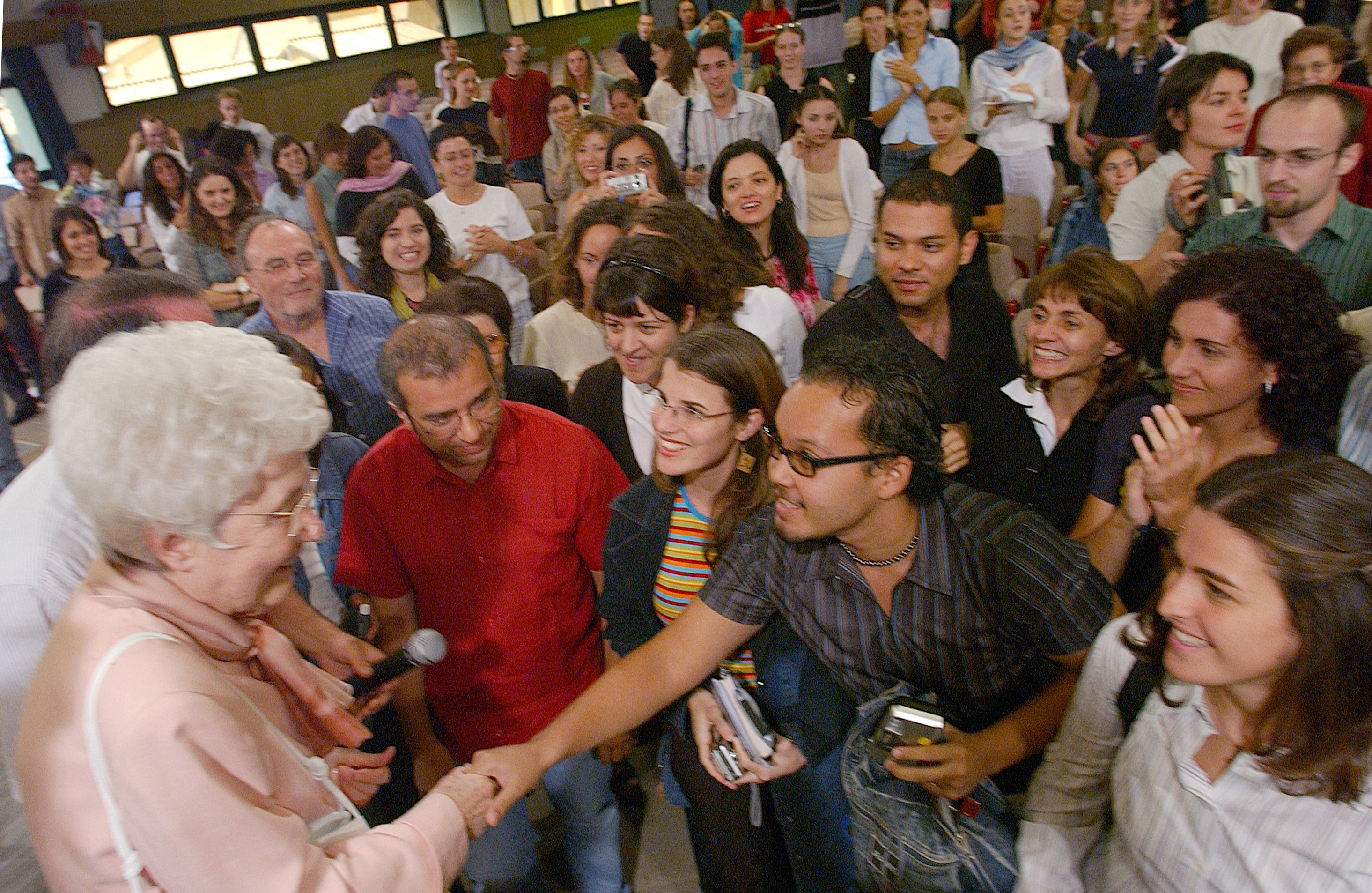
Chiara Lubich a un incontro del Movimento dei focolari

Il profondo rivolgimento socioculturale degli anni Sessanta scuote anche la cellula base della società, la famiglia. In un discorso fondativo del 19 luglio 1967 affida alle famiglie che già da anni condividevano il suo ideale di unità, le famiglie smembrate o minacciate di separazione. Chiede loro di "svuotare gli orfanotrofi".  Dà così il via al Movimento Famiglie Nuove
Mentre il Concilio Vaticano II delineava una Chiesa dal volto della comunione, su sollecitazione di Papa Paolo VI, dà il via al Movimento parrocchiale (1966). E più tardi al Movimento Diocesano. E ancora, nell'ambito ecclesiale, ai Movimenti sacerdotale e dei religiosi e religiose appartenenti alle diverse congregazioni.
Gli anni Sessanta segnano l’inizio della diffusione del Movimento nell’Europa centro-orientale ancora sotto il regime del socialismo reale, nel continente asiatico, nelle Filippine, negli Stati Uniti e in Africa, a partire da Fontem, nel cuore della foresta camerunense, dove Chiara si reca nel 1966, 1969 e 2000.
Dopo il suo secondo viaggio a Fontem, nella cittadella di Loppiano, in dialogo con giovani dell'Asia, Africa, e America che le confidano le difficoltà nella convivenza con coetanei europei, li apre alla visione di un umanesimo planetario:
Nel 1988, alla vigilia della caduta del muro di Berlino, a Castel Gandolfo, in un congresso internazionale, nel suo intervento dal titolo: Una cultura di pace per l'unità dei popoli, Chiara rilancia la necessità, già prospettata da Paolo VI, "di arrivare progressivamente a instaurare un'autorità mondiale in grado d'agire efficacemente sul piano giuridico e politico".

#### Economia di comunione
Nel maggio 1991 giunge a San Paolo (Brasile). La miseria delle favelas che, come una corona di spine, circondano le metropoli sudamericane, le suggerisce il progetto per un'Economia di comunione (EdC) con il quale prospetta una nuova prassi e teoria economica che punta a cambiare le regole del sistema economico-sociale vigente. Il progetto avrà ben presto attuazione da parte di imprenditori dei vari continenti e susciterà notevole interesse da parte del mondo accademico internazionale, mostrato anche dal conferimento a Chiara di dottorati h.c. in economia. Nel 1999, lei stessa presenterà l'Economia di comunione alla Conferenza per il 50º del Consiglio d'Europa a Strasburgo (Francia). Con il conferimento del Cruzeiro do Sul del Brasile, il Presidente riconoscerà nell'EdC «una forma innovatrice ed efficace di lotta contro la povertà e l'esclusione».

#### Una politica per l'unità
In un momento di profonda crisi dei partiti storici in Italia, il 2 maggio 1996, a Napoli, invitata a un incontro da un gruppo di esponenti di varie coalizioni, Chiara propone di riscoprire la fraternità come categoria politica in funzione del bene comune, che applicata nei rapporti internazionali, comporta "l'amare la patria altrui come la propria".  La proposta viene assunta anche in contesti sociopolitici dell'Europa, Asia e Americhe, dando forma al Movimento Politico per l'unità (MppU). In più occasioni ne delinea i tratti fondanti incontrando parlamentari della Slovenia, Spagna, Francia, Repubblica Ceca, Brasile (1998), Italia (2000), Inghilterra (Westminster 2004). (A. Torno, cit).Interviene sull'Unità dei popoli al Simposio della Conferenza Mondiale delle Religioni per la Pace (WCRP), presso la sede dell'ONU a New York (1997). Nel novembre 2001 interviene alla conferenza dei sindaci europei dal titolo "1.000 città per l'Europa", promosso dal Presidente della Camera dei Comuni presso il Consiglio d'Europa e dal sindaco di Innsbruck Herwig Van Staa, in collaborazione con il Movimento dei focolari per dare un'anima al processo di integrazione e di allargamento dell'Europa.
Nel febbraio 2004 è in Irlanda dove incontra la Presidente Mary McAlees. Il 12 settembre 2004 il suo ultimo intervento pubblico, a Roma, in occasione della Seconda Giornata Internazionale per l'Interdipendenza.

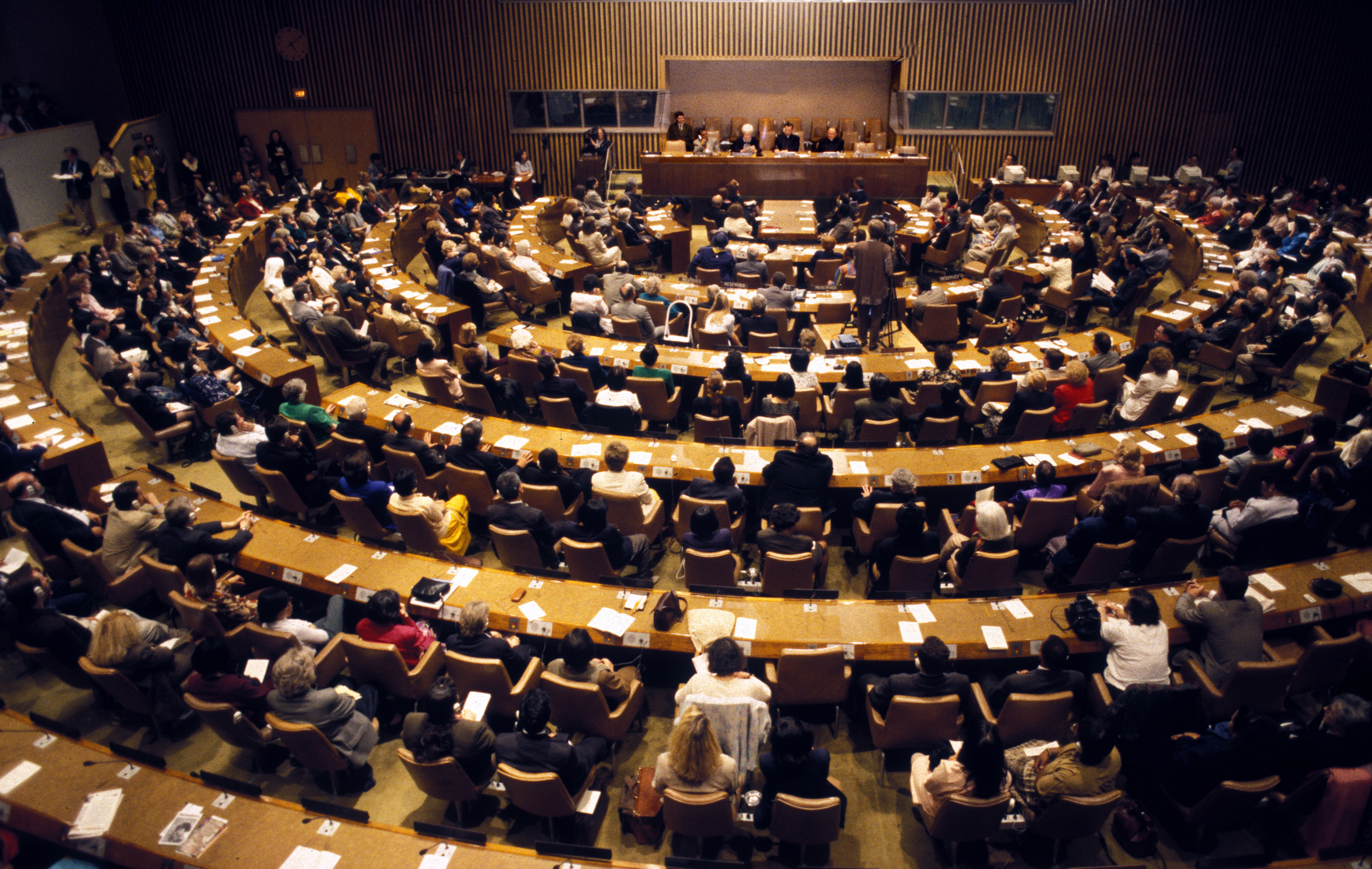
Chiara Lubich - ONU

#### Per una cultura integrale
Agli inizi degli anni Novanta, Chiara dà avvio alla Scuola Abba , un Centro interdisciplinare di studio, con sede al Centro Internazionale del Movimento dei focolari a Rocca di Papa, su impulso del vescovo di Aquisgrana, Klaus Hemmerle, filosofo e teologo. Un'iniziativa dedita a enucleare le molteplici implicazioni innovative per i vari ambiti del sapere racchiuse nelle illuminazioni del 1949”. Nel dicembre 2007, Chiara appone la firma per l'ultima fondazione: l'Istituto Universitario Sophia che ha sede nella cittadella di Loppiano (Firenze) inaugurato il 2 dicembre dell'anno seguente.

### In dialogo
Con la diffusione del Movimento nei diversi contesti culturali e religiosi, si apre la via di un dialogo fraterno tra singole persone, leader, movimenti all'interno della Chiesa cattolica, con cristiani di diverse Chiese, con seguaci di altre religioni e anche con persone senza un riferimento religioso. Chiara ne sarà riconosciuta apripista, interviene in incontri, seminari, aule universitarie. Si configura «il dialogo della vita», un dialogo non esclusivo dei vertici, degli specialisti, ma «un dialogo di popolo».

#### Per l'unità tra i cristiani
La pagina ecumenica del Movimento si apre nel tempo in cui Papa Giovanni XXIII pone l'unità dei cristiani tra i primi scopi del Concilio Vaticano II. Ha inizio nel 1961, a partire dalla Germania, dove aveva avuto origine la spaccatura della cristianità d'Occidente quando, a Darmstadt, Chiara, su invito di alcune suore luterane, narra la sua esperienza cristiana presenti anche tre pastori che, colpiti dalla radicalità evangelica, desiderano che la sua spiritualità si diffonda anche nella loro Chiesa. Invito espresso, a partire dal 1966, anche da numerosi leader cristiani. In quell'anno Chiara è ricevuta a Londra dall'Arcivescovo di Canterbury, dott. Michael Ramsey, Primate della Comunione anglicana, e poi dai suoi successori.
Dal 1967 al 1972 si reca otto volte a Istanbul, dove intesse un profondo dialogo con il Patriarca ecumenico di Costantinopoli Atenagora, con cui avrà 24 udienze. Incontrerà in seguito anche i successori, Dimitrio I e Bartolomeo I.
In quegli stessi stringe rapporti fraterni con personalità della Chiesa Evangelica Luterana, della Chiesa Riformata e con membri del Consiglio Ecumenico delle Chiese  ed anche con Frère Roger Schutz, fondatore della comunità ecumenica di Taizé. 
Negli anni la sua spiritualità viene riconosciuta come "spiritualità ecumenica". Chiara è invitata a presentarla al Consiglio Mondiale delle Chiese (Ginevra 1967, 1982, 2002), in apertura alla II Assemblea Ecumenica dei Cristiani d’Europa a Graz (Austria, 1997) davanti ai massimi leader di diverse Chiese. Dal 1998 al 2002 in sedi storiche per le Chiese Luterana e riformata, a Berlino, Zurigo e Ginevra.

#### Tra le religioni
Nel 1977, a Londra, riceve il Premio Templeton per il progresso della religione, attribuito  precedentemente tra gli altri a Santa Teresa di Calcutta, a Roger Schutz, priore di Taizé, per il suo contributo definito "tra i più rilevanti nelle attuali relazioni fra le Chiese e le religioni". Dal 1981 e poi dal 1997 al 2003, si aprono nuove prospettive per il dialogo interreligioso.
Nel 1981 Chiara si trova a Tokyo a esporre la sua esperienza spirituale davanti a 10.000 aderenti all'associazione buddista laica Risshō KōseiKai su invito del suo fondatore, Nikkyo Niwano, che aveva incontrato a Roma due anni prima. Nel gennaio 1997 è a Chiang Mai, in Thailandia, dove è chiamata a parlare a 800 monaci e monache buddisti. Presentandola, il Gran Maestro buddista tailandese Ajhan Thong nel 1997, ha parlato di "una luce accesa nel buio".  Nel maggio dello stesso anno, è nella moschea Malcolm X di Harlem, a New York, dove ancora espone la sua esperienza cristiana citando elementi comuni all'Islam, davanti a 3.000 musulmani aderenti alla Muslim American Society, l'ala pacifista afro-americana e stringe un patto di fraternità con il loro leader, Warith Deen Mohammed. In quello stesso anno le viene assegnato il dottorato in Scienze Umanistiche dalla Sacred Heart University, Fiarfield, Connecticut, USA, per il suo impegno nella promozione del dialogo Ebraico-Cattolico.L'anno seguente, su loro invito, incontra a Buenos Aires nella sede della B'naiB'rith rappresentanti della comunità ebraica di Argentina e Uruguay. Sin dal 1981, per dare continuità al dialogo tra le grandi religioni orientali, fonda a Tagaytay, nelle Filippine, una scuola permanente. Nel 1994 è nominata tra i Presidenti onorari della Conferenza Mondiale delle religioni per la pace (WCRP).
La sua azione per la promozione del dialogo interculturale, interreligioso, tra credenti e non credenti, viene riconosciuta dall'Università di Buenos Aires (UBA), con il conferimento della laurea h.c. per il Dialogo con la cultura contemporanea (La Nacion: Distinguen a Chiara Lubich, 7 aprile 1998). Nel 2001, il suo primo viaggio in India. «È l'ora di abbattere i muri di separazione e scoprire il giardino dell'altro» aveva detto la prof.ssa Kala Acharya, indù, tra i promotori dell'incontro al campus universitario del Baratia Sanskriti Peetham di Mumbai a cui Chiara era stata invitata. Istituzioni accademiche indù e movimenti gandhiani del Tamil Nadu le conferiscono il Premio "Difensore della pace". Ritorna nel 2003 dove ha contatto anche con la dirigente del vasto movimento indù Swadhyaya Family.
Nel 2002, tra le testimonianze ufficiali offerte dai rappresentanti delle varie Chiese e religioni alla Giornata di preghiera per la pace di Assisi, presieduta da Giovanni Paolo II, Chiara viene incaricata (con Andrea Riccardi) a intervenire in rappresentanza della Chiesa Cattolica.
Nel 2004, in risposta agli interrogativi sul futuro della società sempre più multiculturale e multi-religiosa, nella Westminster Central Hall di Londra, di fronte a un folto pubblico interreligioso, prospetta non la fine di una civiltà, ma "la nascita di un mondo nuovo": l'unità della famiglia umana, dove popoli e culture saranno tessere di quel mosaico disegnato da Dio sin dall'origine della creazione.

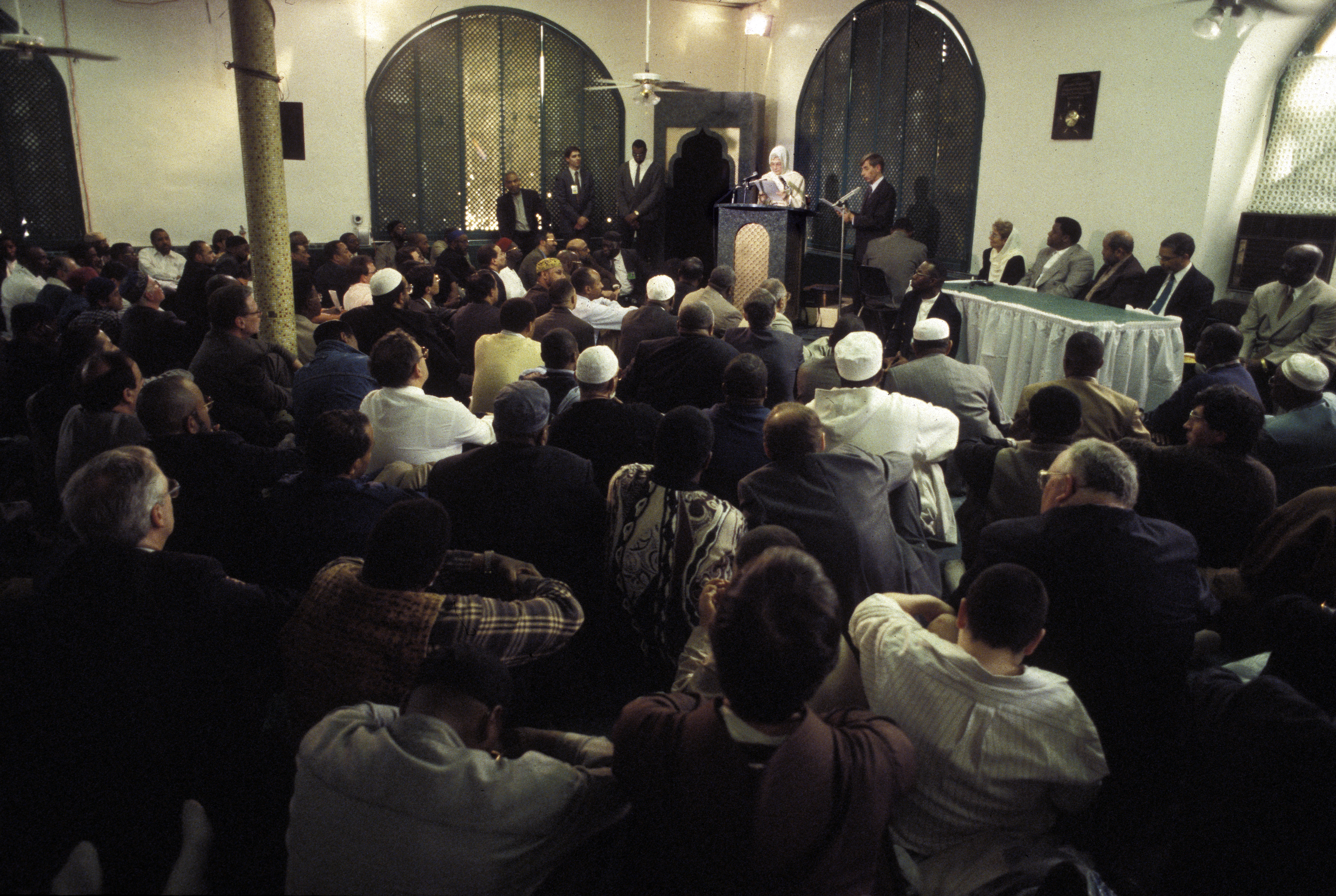
Chiara Lubich in visita alla Moschea Haarlem

#### Con atei, agnostici, indifferenti
Chiara apre il dialogo anche con persone senza convinzioni religiose. Vi dà impulso nel 1978 inaugurando il Centro per il dialogo con «i non credenti», poi rinominato dialogo con persone senza riferimento religioso. In occasione del loro primo congresso nel 1992, afferma che «sono parte essenziale del Movimento dei focolari, perché i valori di solidarietà e giustizia che promuovono, concorrono al progetto di unità a cui mira la sua opera».

### Gli ultimi anni
La sua biografia rivela un volto intimo di ciò che nel linguaggio della mistica, da San Giovanni della Croce in poi, passa sotto il nome di "notte oscura" l'ultima nuova grave prova interiore a conclusione della vita (2004-2008), quando, a Chiara pareva che «Dio fosse tramontato, come il sole che scompare all'orizzonte e non si vede più».Una "notte" personale che, come si legge nel suo ultimo scritto del 2006, vedeva proiettata sulla «notte culturale della nostra epoca».
All'inizio di febbraio 2008 viene ricoverata al Policlinico Gemelli, a Roma, per una grave insufficienza respiratoria. Durante la degenza, le fa visita il Patriarca Ecumenico di Costantinopoli Bartolomeo I e riceve una lettera di papa Benedetto XVI. Il 13 marzo 2008, non essendovi più nessuna possibilità di intervento da parte dei medici, ottiene di essere dimessa. Si spegne il giorno dopo, 14 marzo, nella sua casa di Rocca di Papa, all'età di 88 anni. Le esequie sono celebrate a Roma il 18 marzo nella Basilica di San Paolo fuori le mura, presiedute dal cardinale Segretario di Stato Tarcisio Bertone. Viene letto un nuovo messaggio di Papa Ratzinger. Vi partecipano migliaia di persone, numerosi cardinali e vescovi, personalità civili e religiose, sia della Chiesa cattolica che delle diverse Chiese cristiane, e rappresentanti di altre religioni, che hanno dato la loro pubblica testimonianza..

### Processo di canonizzazione
Il 27 gennaio 2015, nella cattedrale di Frascati, ha avuto luogo l'apertura della sua Causa di canonizzazione con un messaggio di papa Francesco che ne evidenziava le motivazioni: «far conoscere la vita e le opere di colei che, accogliendo l'invito del Signore, ha acceso per la Chiesa una nuova luce sul cammino verso l'unità». Il Postulatore della sua Causa di Beatificazione è il Dott. Waldery Hilgeman. Il 10 novembre 2019 si è conclusa la fase diocesana del processo e aperta quella vaticana.

## Aspetti problematici e controversie
Il teologo domenicano Ignace Berten esprime le sue "gravi inquietudini" a mons. Angelo Amati,  delegato episcopale per la causa di beatificazione, riguardo al processo di beatificazione di Chiara Lubich. Pur riconoscendo la profondità della sua fede, la sua sincerità e una possibile esperienza mistica, Berten solleva dubbi su alcune sue espressioni, data la sua posizione di fondatrice e unica superiora del Movimento dei Focolari, con conseguente interferenza tra tali espressioni e la vita del movimento.
Berten individua due tipi di espressioni problematiche. In primo luogo, nel suo rapporto con i membri, Chiara Lubich si sarebbe posta come mediatrice del rapporto con Dio al posto di Cristo, citando le seguenti affermazioni:
- «Ogni anima dei Focolari ha da essere una mia espressione e null'altro. La mia Parola contiene tutte quelle delle focolarine e focolarini. Io li sintetizzo tutti. Quando io appaio così dunque devono lasciarsi generare da me, comunicarsi con me. Anch'io, come Gesù, debbo dir loro: "E chi mangia la mia carne ... ". Per vivere la Vita che Dio ha loro data, essi debbono nutrirsi del Dio che vive nella mia anima. Il loro atteggiamento di fronte a me deve essere un nulla di amore che chiama l'amore mio» (Lettera, Roma, 23/11/1950).
- «I Focolarini sono dunque Gesù ora ed io sono il Padre per essi. Essi posseggono la preghiera ultima come propria per le loro anime e pregano direttamente il Padre passando attraverso il mio nulla. [...]. Siamo quindi tutti eguali come identica è la mano al capo: solo che la mano per agire (ed è lei che agisce) deve sottomettersi al capo: così noi Focolarini siamo tutti Gesù e siamo Gesù se ci sottomettiamo all'autorità. (che per voi è in me) che è Gesù-Padre» (Lettera, 11/9/1950 Trento).

In secondo luogo, Berten critica la concezione dell'unione che implicherebbe la perdita della propria personalità, riportando le seguenti citazioni:
- «L'Unità è Unità dunque ed un'anima sola deve vivere: la mia, e cioè quella di Gesù fra noi che è in me. Queste focolarine che così agiscono sempre sono perfette. Esse sono Gesù fra noi con me. Perché nulla si sono tenute (ed hanno perso coll'anima anche le ispirazioni parziali), hanno tutto» (Lettera, Roma, 23/11/1950).
- «Per vivere Gesù Abbandonato bisogna vivere la volontà di Dio. La volontà di Dio, infatti, è sinonimo del vivere Gesù Abbandonato perché vivendola si dà la morte alla propria volontà, come, del resto, amare gli altri è sinonimo di amare Gesù Abbandonato» (da Il Patto del ‘49 nell'esperienza di Chiara Lubich - ed. Città Nuova/ Studi interdisciplinari della Scuola Abba, pag. 13). Berten commenta che la rinuncia alla propria volontà qui sembra negare la personalità stessa.
- «2 dicembre 1946, ore 11. Non c’è Unità se non là dove non esiste più personalità. Non dobbiamo fare un “miscuglio”, ma una “combinazione” e questa sarà solo quando ognuna si perderà nell'Unità al Calore della Fiamma dell'Amor Divino. Che resta di due o più anime che si combinano? Gesù - l'Uno. [Nessuno dà tanta gloria a Dio quanto Dio e Dio c’è in un'anima che si annulla perché il Cristo riviva in Lei e nel Cristo il Padre – e fra due anime che fondendosi (annullamento reciproco amoroso, risultato da un'eroica umiltà e da un ardente amore) danno risalto al Cristo. Quando l'Unità passa, lascia una sola orma: il Cristo.]» (Nota: la parentesi completa è riportata a pag. 3 del documento L'Unità, estratto del "2 dicembre 1946, ore 11.00", mentre in Gesù in mezzo nel pensiero di Chiara Lubich si trovano dei puntini di sospensione).
- «Chi si fonde nell'Unità, perde tutto ma ogni perdita è guadagno. L'Unità esige anime pronte a perdere la propria personalità, tutta la propria personalità. Perché l'Unità è Dio e Dio è Uno e Trino. I 3 vivono unificandosi per la loro stessa natura: Amore e unificandosi (=annullandosi) si ritrovano 3 -> 1 -> 3 = I 3 si fanno uno per amore e nell'Unico Amore si ritrovano» (in “Nuova Umanità” XXIX (2007/6) 174, pag. 605-611 e anche in Gesù in mezzo di Chiara Lubich a cura di Judith Marie Povillus e Donato Falmi, ed. Città Nuova, pag. 67).

Pur riconoscendo la distinzione tra linguaggio mistico e teologico, Berten si interroga sul carattere difficilmente accettabile per la fede di alcune espressioni di Chiara Lubich. Il teologo domenicano teme che l'identificazione del pensiero della fondatrice con la volontà di Dio e la sua auto-istituzione come unica mediazione portino a un'obbedienza acritica, all'abolizione del discernimento personale e alla promozione della rinuncia alla personalità come virtù, aprendo la strada a manipolazioni spirituali, abusi e derive settarie, come testimoniato da ex membri, che il movimento ha riconosciuto. Berten conclude di non credere che Chiara Lubich fosse consapevole delle conseguenze istituzionali della sua spiritualità, ma ritiene che la beatificazione maschererebbe gli effetti oggettivi e gli aspetti più oscuri di tale spiritualità.

## Riconoscimenti
Da Istituzioni internazionali e Capi di Stato
- UNESCO - Premio Educazione alla pace 1996 (Parigi, dicembre 1996)
- Consiglio d'Europa – Premio Europeo Diritti Umani 1998 (Strasburgo, Francia, settembre 1998)
- Brasile – Cruzeiro do Sul della Repubblica Federativa do Brasil - (ottobre 1998)
- Germania – Grancroce al merito della Repubblica Federale Tedesca – (giugno 2000)
- Repubblica della Cina (Taiwan) – Medaglia dell'Ordine della Stella Brillante della Repubblica di Cina (febbraio 2001)
- Italia – Cavaliere di Grancroce della Repubblica Italiana – consegnata dal Presidente della Repubblica, Carlo Azeglio Ciampi (Roma, giugno 2003)

Cittadinanze onorarie
- Pompei, aprile 1996
- Rimini, settembre 1997
- Palermo, gennaio 1998
- Roma, gennaio 2000
- Firenze, settembre 2000
- Genova, dicembre 2001
- Torino, giugno 2002
- Milano, marzo 2004

Altri riconoscimenti
- Targa d'argento Cateriniana - Centro cateriniano senese (Siena, settembre 1987)
- Premio Casentino poesia, narrativa, saggistica - Centro culturale Fonte Aretusa – Poppi, Arezzo (luglio 1987)
- I° Premio internazionale Dialogo fra i popoli - Centro francescano internazionale di studi (Massa Carrara, ottobre 1993)
- Premio UELCI: Autore dell'anno 1995 - Unione Editori e Librai Cattolici Italiani (Milano, marzo 1995)

### Per il dialogo interreligioso
- Inghilterra – Premio Templeton per il progresso della religione – Templeton Foundation (Londra, aprile 1977)
- Italia - "Un ulivo per la pace" - Comunità ebraica di Roma (Rocca di Papa, ottobre 1995)
- Brasile – Targa per l'impegno a favore del Dialogo interreligioso e la diffusione di una Cultura di Pace, Rispetto e Fraternità – Conselho de fraternidade Cristiano-Giudaica (San Paolo, aprile 1998)
- USA – Targa per l'amore al prossimo e il sostegno alle comunità musulmane dell'Imam W.D. Mohammed – Moschea Malcolm Shabazz di Harlem (New York, maggio 1999)
- India – Premio Defensor of Peace - Movimenti indù di ispirazione gandhiana Shanti Ashram e Sarvodaya (Coimbatore, gennaio 2001)
- India – Citation in honour of Chiara Lubich – Università di Sanscrito Somayia Brharatiya Sanskriti Peetham (Mumbai, gennaio 2001)
- USA – Cristallo di riconoscimento per l'eccellente servizio all'umanità in campo religioso – Comunità musulmana di Chicago (maggio 2004)

### Per il dialogo ecumenico
- Croce dell'Ordine di S. Agostino di Canterbury – Dal Primate della Chiesa Anglicana Arcivescovo R. Runcie (Londra, 1981);
- Croce d'oro dell'Ordine di S. Agostino di Canterbury – Dal Primate della Chiesa Anglicana, Arcivescovo G. Carey (Londra, 1996)
- Croce bizantina - Dai Patriarchi ecumenici di Costantinopoli, Dimitrios I (Istanbul, 1984) e Bartolomeo I (Istanbul, 1995)
- Città di Augsburg (Germania) - Premio Celebrazione pace augustana (tra luterani e cattolici) - Città di Augsburg (ottobre 1988)

### Da Istituzioni accademiche e civili
Lauree Honoris Causa
- Polonia – Scienze sociali – Università Cattolica di Lublino (19 giugno 1996)
- Thailandia – Comunicazioni sociali – St. John University di Bangkok (5 gennaio 1997)
- Filippine – Teologia – Pontificia e Reale Università Santo Tomàs di Manila (14 gennaio 1997)
- Taiwan – Teologia – Fu Jen University di Taipei (gennaio 1997)
- USA – Lettere – Sacred Heart University di Fairfield, Connecticut, promossa dal Rabbino Jack Bemporad, direttore del Centro per la comprensione cristiano-ebraica presso questa Università (21 maggio 1997)
- USA - Pedagogia - Università Cattolica d'America di Washington (10 novembre 2000)
- Italia – Economia – Università Cattolica del Sacro Cuore di Milano – Sede di Piacenza-Cremona (29 gennaio 1999);
- Italia - Teologia della Vita consacrata – Istituto "Claretianum" della Pontificia Università Lateranense di Roma (25 ottobre 2004)
- Messico – Filosofia – Università S. Juan Bautista de La Salle di Città del Messico (6 giugno 1997)
- Argentina – Dialogo con la cultura contemporanea – Università Statale di Buenos Aires (UBA), (6 aprile 1998)
- Brasile – Umanità e Scienze della religione – Pontificia Università Cattolica di San Paolo (29 aprile 1998) - Economia – Università Cattolica del Pernambuco (9 maggio 1998)
- Malta – Lettere (Psicologia) – Università di Malta (26 febbraio 1999)
- Slovacchia – Teologia – Università di Trnava (23 giugno 2003)
- Venezuela – Arte – Università Cattolica di Maracaibo (18 novembre 2006)
- Inghilterra – Teologia – Liverpool Hope University consegnata dal rettore nella sua abitazione a Rocca di Papa (5 gennaio 2008)

Da altri Enti culturali
- Venezuela - Istituzione della Cattedra Libera "Chiara Lubich" – Università Cattolica "Cecilio Acosta" di Maracaibo (febbraio 2005)
- Brasile - Cattedra Chiara Lubich in Fraternità e Umanesimo - Università Cattolica di Recife e Facoltà Aces di Caruaru (25 marzo 2014);
- Brasile - Medaglia d'onore al merito – Università dello Stato di San Paolo (USP), (aprile 1998)
- Paraguay - Premio Thomas Moro – Università Cattolica del Paraguay (Asunción, 27 dicembre 2006)
- Argentina – Medaglia d'onore – Università Cattolica di Argentina (Buenos Aires, aprile 1998)

Onorificenze cittadine internazionali
- Argentina – Visitatore illustre – Governo della Città di Buenos Aires (aprile 1998)
- Brasile - Medaglia Brazao d'armas de Belém della città di Belém, Parà (dicembre 1998)
- Repubblica del Camerun - Nomina di "Mafua Ndem" (Regina inviata da Dio) dal Fon di Fontem, re dei Bangwa, Lucas Njifua (Fontem, maggio 2000)

## Opere
Dichiarata "Autore dell'anno 1995" con il Premio Uelci, portano la firma di Chiara 58 libri (tra cui best seller quali Meditazioni), tradotti in 28 lingue, con 30 edizioni all'attivo per una diffusione di oltre 3 200 000 copie. Nel marzo 2018 è stato pubblicato il primo volume (Parole di Vita) di un nuovo progetto editoriale Opere di Chiara Lubich: un "corpus" di testi che intende presentare in maniera sistematica il patrimonio del suo pensiero. Coeditori: Città Nuova Editrice e il Centro Chiara Lubich, nato nel 2008 con lo scopo di curare, studiare, diffondere il suo pensiero e provvedere alla tutela del suo patrimonio. Una selezione:
Meditazioni
- Meditazioni, Città Nuova, Roma 1959, 2012 27.
- Scritti Spirituali/1. L'attrattiva del tempo moderno, Città Nuova, Roma 1978, 2003 5.
- Scritti Spirituali/2. L'essenziale di oggi, Città Nuova, Roma 1978, 1984 3.
- Scritti Spirituali/3. Tutti uno, Città Nuova, Roma 1979, 1996 3.
- Scritti Spirituali/4. Dio è vicino, Città Nuova, Roma 1981, 1995 2
- L'unità e Gesù Abbandonato, Città Nuova, Roma 1984, 2008 11.
- Il Grido, Città Nuova, Roma 2000, 2008 7.
- Una via nuova. La spiritualità dell'unità, Città Nuova, Roma 2002, 2003 2.
- Maria trasparenza di Dio, Città Nuova, Roma 2003, 2003 3.
- Un po' di storia del «Movimento dell'Unità» (1949, pubblicato come opuscolo nel 1950), in «Nuova Umanità», 31 (2009), n. 181, pp. 15–29.
- «Ideale dell'unità, Il "trattatello innocuo"» (1950), in "Erano i tempi di guerra…" agli albori dell'ideale dell'unità, Città Nuova, Roma 2007.
- L'avventura dell'unità (intervista di F. Zambonini), Paoline, Cinisello Balsamo (MI) 1991.
- La dottrina spirituale, a cura di M. Vandeleene, Mondadori, Milano 2001; nuova ed. aggiornata e ampliata: Città Nuova, Roma 2006.
- Lettere dei primi tempi 1943-1949. Alle origini di una nuova spiritualità, a cura di F. Gillet e G. D'Alessandro, Città Nuova, Roma 2010.
- Dio Amore, a cura di F. Gillet, Città Nuova, Roma 2011.
- La volontà di Dio, a cura di L. Abignente, Città Nuova, Roma 2011.
- La Parola di Dio, a cura di F. Gillet, Città Nuova, Roma 2011.
- L'amore al fratello, a cura di F. Gillet, Città Nuova, Roma 2012.
- L'amore reciproco, a cura di F. Gillet, Città Nuova, Roma 2013.
- Gesù Eucaristia, a cura di F. Ciardi, Città Nuova, Roma 2014.
- L'unità, a cura di D. Falmi, e F. Gillet, Città Nuova, Roma 2015.
- Gesù abbandonato, a cura di H. Blaumeiser, Città Nuova, Roma 2016.
- Maria, a cura di B. Leahy e J. Povilus, Città Nuova, Roma 2017.
- La Chiesa, a cura di H. Blaumeiser e B. Leahy, Città Nuova, Roma 2018.
- Lo Spirito Santo, a cura di R Silva e F. Gillet, Città Nuova, Roma 2018.
- Santi insieme, Città Nuova, Roma 1994, 1995 3.
- Santità di popolo, Città Nuova, Roma 2001.
- Costruendo il "castello esteriore", Città Nuova, Roma 2002.
- In unità verso il Padre, Città Nuova, Roma 2004.

Libri su temi vari
- Ogni momento è un dono: Riflessioni sul vivere nel presente, Città Nuova, Roma 2001, 2010 9.
- L'arte di amare, Città Nuova, Roma 2005, 2009 8.
- Perché mi hai abbandonato? - Il dolore nella spiritualità dell'unità (a cura di D. Fratta), Città Nuova, Roma 1997, 2007.
- E torna Natale..., Città Nuova, Roma 1987, 2007 11.
- Cristo dispiegato nei secoli. Testi scelti e presentati da F. Ciardi, Città Nuova, Roma 1994.
- La parabola del corpo, Città Nuova, Roma 2000, 2000
- L'economia di comunione. Storia e profezia, Città Nuova, Roma 2001.
- Il dialogo è vita, Città Nuova, Roma 2007.
- Essere tua Parola, a cura di F. Ciardi (ed.), Città Nuova, Roma 2008.
- Incontri con l'Oriente, Intr., cron. e note di E. M. Fondi, Città Nuova, Roma 1986.
- Una famiglia per rinnovare la società, (coll. Spazio Famiglia. Testi), Città Nuova, Roma 1993.
- Dove la vita si accende. Dialoghi sulla famiglia, Città Nuova, Roma 1998, 2008.
- La forza della comunione, San Paolo, Biblioteca Universale Cristiana, Cinisello Balsamo, 2014.
- Dottorati Honoris causa conferiti a Chiara Lubich, F. Gillet e R. Parlapiano (edd.), con la collaborazione dell'Istituto Universitario Sophia, Collana "Studi e Documenti"/1, Città Nuova, Roma 2016.
- Parole di vita, a cura di F. Ciardi, Collana "Opere di Chiara Lubich" /5, Città Nuova, Roma 2017.

## Nella cultura di massa
- Chiara Lubich - L'amore vince tutto, regia di Giacomo Campiotti – film TV (2021)